# Hühnervögel
Die Ordnung der Hühnervögel (Galliformes) umfasst fünf Familien mit etwa 70 Gattungen und mehr als 250 Arten. Als bedeutendste Familie sind die Fasanenartigen fast weltweit verbreitet und stellen den Großteil der Arten. Von den übrigen Familien leben die Zahnwachteln in Nord- und Südamerika, die Hokkohühner in Mittel- und Südamerika, die Perlhühner in Afrika und die Großfußhühner in Australien, Neuguinea und Indonesien östlich der Wallace-Linie.
Hühnervögel haben eine Vielzahl von Lebensräumen besiedelt. Dazu gehören gemäßigte Nadel- und Laubwälder, Regenwälder, Kulturland, Steppen, Wüsten, Hochgebirge und die Tundra. Viele Hühnervögel leben auf dem Boden und fliegen nur selten, andere vor allem auf Bäumen. Einige Hühnervogelarten sind domestiziert worden und haben eine große Bedeutung als Ei- und Fleischlieferanten für den Menschen. Die wichtigsten sind das asiatische Bankivahuhn – die Stammform des Haushuhns – und das Truthuhn, beide aus der Familie der Fasanenartigen.

## Merkmale
Hühnervögel haben zumeist große Körper und zumeist, als Kurzstreckenflieger, relativ kurze Flügel. Sie erreichen je nach Art ein Gewicht von 70 g bis 9,5 kg. Die Gefiederfärbung reicht von einem graubraunen Tarngefieder bis zu einem sehr auffälligen, bunten Gefieder. Die Länge des Schwanzes ist sehr unterschiedlich. Er kann fast nicht vorhanden sein, aber auch Längen von bis zu einem Meter erreichen (Pfau). Viele Hühnervögel haben einen ausgesprochenen Sexualdimorphismus. Meist sind die Männchen auffälliger gefärbt, haben längere Schwänze und einen durch nackte, farbige Hautlappen und bunte Federn verzierten Kopf.

## Systematik
Innerhalb der Klasse der Vögel sind die Gänsevögel (Anseriformes) wahrscheinlich die nächsten Verwandten der Hühnervögel. Das von beiden Ordnungen gebildete Taxon wird Galloanserae genannt und von vielen phylogenetischen Untersuchungen gestützt.
Zu den Hühnervögeln gehören fünf Familien, hier in einem Kladogramm dargestellt, um ihre Verwandtschaftsbeziehungen zu zeigen:
|  | \| \| Fasanenartige (Phasianidae) \| \| \| \| \| \| Zahnwachteln (Odontophoridae) \| \| \| \| |
|  |                                                                                               |
|  | Perlhühner (Numididae)                                                                        |
|  |                                                                                               |
|  | Fasanenartige (Phasianidae)                                                                   |
|  |                                                                                               |
|  | Zahnwachteln (Odontophoridae)                                                                 |
|  |                                                                                               |

|  | Fasanenartige (Phasianidae)   |
|  |                               |
|  | Zahnwachteln (Odontophoridae) |
|  |                               |

|  | \| \| Fasanenartige (Phasianidae) \| \| \| \| \| \| Zahnwachteln (Odontophoridae) \| \| \| \| |
|  |                                                                                               |
|  | Perlhühner (Numididae)                                                                        |
|  |                                                                                               |
|  | Fasanenartige (Phasianidae)                                                                   |
|  |                                                                                               |
|  | Zahnwachteln (Odontophoridae)                                                                 |
|  |                                                                                               |

|  | Fasanenartige (Phasianidae)   |
|  |                               |
|  | Zahnwachteln (Odontophoridae) |
|  |                               |

|  | \| \| Fasanenartige (Phasianidae) \| \| \| \| \| \| Zahnwachteln (Odontophoridae) \| \| \| \| |
|  |                                                                                               |
|  | Perlhühner (Numididae)                                                                        |
|  |                                                                                               |
|  | Fasanenartige (Phasianidae)                                                                   |
|  |                                                                                               |
|  | Zahnwachteln (Odontophoridae)                                                                 |
|  |                                                                                               |

|  | Fasanenartige (Phasianidae)   |
|  |                               |
|  | Zahnwachteln (Odontophoridae) |
|  |                               |

|  | \| \| Fasanenartige (Phasianidae) \| \| \| \| \| \| Zahnwachteln (Odontophoridae) \| \| \| \| |
|  |                                                                                               |
|  | Perlhühner (Numididae)                                                                        |
|  |                                                                                               |
|  | Fasanenartige (Phasianidae)                                                                   |
|  |                                                                                               |
|  | Zahnwachteln (Odontophoridae)                                                                 |
|  |                                                                                               |

|  | Fasanenartige (Phasianidae)   |
|  |                               |
|  | Zahnwachteln (Odontophoridae) |
|  |                               |

Zusätzlich gibt es noch die ausgestorbene Familie Sylviornithidae mit der einzigen Art Sylviornis neocaledoniae.
Von ihrer Schwestergruppe, den Gänseartigen, trennten sich die Hühnervögel molekularbiologischen Daten zufolge wahrscheinlich schon in der Kreidezeit vor etwa 80 Millionen Jahren und auch die Großfußhühner entwickelten sich schon in der Oberkreide zu einer eigenständigen Familie. Die Abspaltung der Hokkohühner von der zu den drei übrigen Familie führenden Linie fand kurz nach der Kreide-Paläogen-Grenze statt und die Trennung von Perlhühnern, Zahnwachteln und Fasanenartigen vor ca. 35 Millionen Jahren.